# Куп Мађарске у фудбалу 1978/79.
Куп Мађарске у фудбалу 1978/79. (мађ. 1978–1979-еs magyar labdarúgókupa) је било 39. издање серије, на којој је екипа Ђер Раба ЕТО тријумфовала по 4. пут.

## Четвртфинале[2]
- У четвртффиналу и полуфиналу свака од екипа је играла по две утакмице, по принципу домаћинство и гостовање

| Тим #1         | Резултат               | Тим #2             |
| -------------- | ---------------------- | ------------------ |
| 1979.          |                        |                    |
| ФК Ференцварош | 5 : 2 (4 : 1), (1 : 1) | ФК Хонвед          |
| 1979.          |                        |                    |
| Ђер Раба ЕТО   | 1 : 1 (1 : 0), (0 : 1) | Кохас Дунаујварош  |
| 1979.          |                        |                    |
| Татабања бањас | 6 : 1 (4 : 0), (2 : 1) | ФК Вашаш           |
| 1979.          |                        |                    |
| ФК Чепел       | 3 : 0 (2 : 0), (1 : 0) | ФК Ракоци Капошвар |

## Полуфинале
| Тим #1         | Резултат               | Тим #2         |
| -------------- | ---------------------- | -------------- |
| 1979.          |                        |                |
| Ђер Раба ЕТО   | 7 : 2 (7 : 2), (0 : 0) | ФК Чепел       |
| 1979.          |                        |                |
| ФК Ференцварош | 6 : 4 (1 : 3), (5 : 1) | Татабања бањас |

## Финале
| Ђер Раба ЕТО | 1 : 0    | ФК Ференцварош |
| ------------ | -------- | -------------- |
| Ото Сабо 17’ | Извештај |                |